# Баркау (река)
Баркау или Берећо (мађ. Berettyó, рум. Barcău), је река која извире у Салажу, Бихор, Румунија. Улива се у реку Кереш-Шебеш у Мађарској.

## Градови
- Маргита у Румунији
- Беретћоујфалу у Мађарској